# Museum de Fundatie

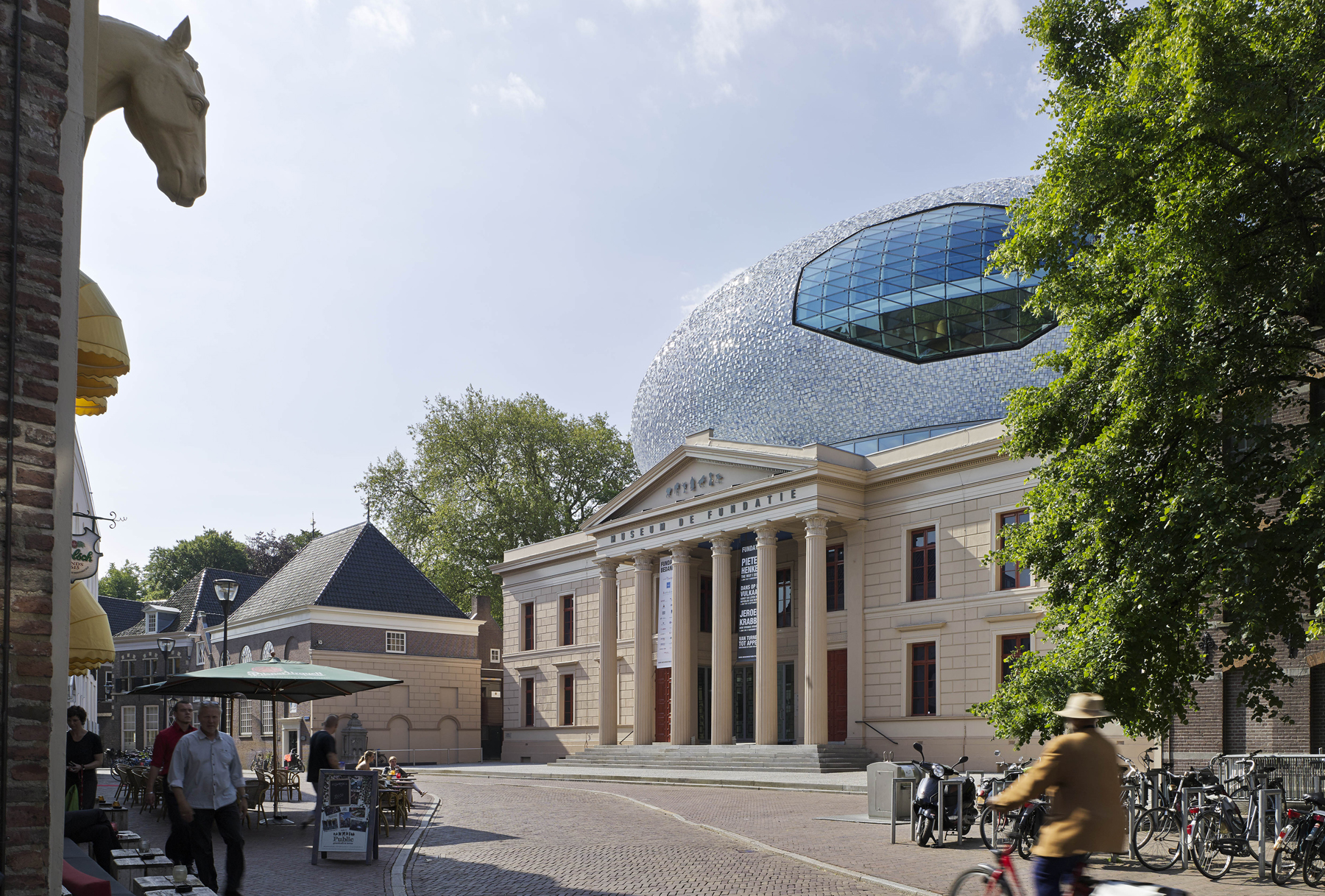
Museum de Fundatie, en Zwolle

El Museum de Fundatie es un museo de artes visuales situado en Zwolle (Países Bajos). Forma parte de la Fundación Hannema de Stuer. Tiene una colección de artes visuales desde la Baja Edad Media hasta el presente, coleccionada por Dirk Hannema, el exdirector del Museo Boijmans Van Beuningen. Hay una colección permanente y cada tres meses una exposición temporal. En 2015, el museo acogió un récord de 310.000 visitantes.

## Historia
El Museum de Fundatie fue fundado en 1958. Su ubicación original es en el Kasteel Het Nijenhuis, un castillo del siglo XVII cerca de los pueblos de Heino y Wijhe, que fue la residencia del fundador del museo, Dirk Hannema. 
Desde 1991 hasta 2005, Bergkerk, una antigua iglesia de la ciudad de Deventer, fue el segundo lugar del museo utilizado para exposiciones temporales. Desde 2005, el Paleis aan de Blijmarkt, un antiguo edificio de la corte en la ciudad de Zwolle, es el segundo emplazamiento del museo. La ubicación de Zwolle se cerró para renovación el 8 de enero de 2012 y se reabrió el 31 de mayo de 2013.

## Colección
Entre otros, la colección incluye obras de:
- Corneille
- Paul Citroen
- Jan Toorop
- Charley Toorop
- Isaac Israëls
- Jan Weissenbruch
- Piet Mondriaan
- Ossip Zadkine
- Rodin
- Karel Appel
- Jan Cremer
- William Turner
- Vincent van Gogh
- Franz Marc
- Antonio Canova
- Bernardo Strozzi